# Конституционный референдум в Палау (2004)
Конституционный референдум в Палау проходил 2 ноября 2004 года одновременно с всеобщими выборами. Избиратели должны были одобрить конституционные поправки о созыве Конституционного собрания, оплате труда членов Национального конгресса, создании однопалатного Конгресса, ограничении сроков полномочий членов Конгресса, выборах президента и вице-президента и двойном гражданстве. Все предложения были одобрены, за исключением создания однопалатного Конгресса, которое получило большинство голосов избирателей, но не получило кворум 12 из 16 штатов, что было необходимо для внесения поправок в Конституцию.

## Результаты

### Конституционное собрание
Избиратели решали будет ли созвано Конституционное собрание для пересмотра или изменения Конституции. 
| Выбор                                | Голоса | %     |
| ------------------------------------ | ------ | ----- |
| За                                   | 5 085  | 57,60 |
| Против                               | 3 742  | 42,40 |
| Недействительные/пустые бюллетени    | 810    | –     |
| Всего                                | 9 637  | 100   |
| Зарегистрированных избирателей/ Явка | 13 191 | 73,05 |
| Источник: Direct Democracy           |        |       |

### Оплата депутатов Конгресса
Избирателей спрашивали, одобряют ли они народную инициативу о внесении поправок в Конституцию, касающуюся оплаты труда членов Национального конгресса. Предлагаемая поправка к разделу 8 статьи IX гласила бы:

Компенсация членов Национального конгресса Палау должна быть единым гонораром за каждый день участия члена в официальной сессии Национального конгресса Палау. Размер оплаты определяется законом. Никакое увеличение компенсации не применяется к членам Национального конгресса Палау в течение срока действия постановления, а также увеличение компенсации не может быть введено в период между датой регулярных всеобщих выборов и датой вступления в должность нового Национального конгресса Палау.
| Выбор                                | Голоса | %     | Штаты |
| ------------------------------------ | ------ | ----- | ----- |
| За                                   | 6 466  | 74,33 | 15    |
| Против                               | 2 598  | 28,67 | 15    |
| Недействительные/пустые бюллетени    |        | -     | –     |
| Всего                                | 9 064  | 100   | 16    |
| Зарегистрированных избирателей/ Явка | 13 191 |       | –     |
| Источник: Direct Democracy           |        |       |       |

### Однокамерный парламент
| Выбор                                | Голоса | %     | Штаты |
| ------------------------------------ | ------ | ----- | ----- |
| За                                   | 5 086  | 55,99 | 11    |
| Против                               | 3 997  | 44,01 | 5     |
| Недействительные/пустые бюллетени    |        | -     | –     |
| Всего                                | 9 083  | 100   | 16    |
| Зарегистрированных избирателей/ Явка | 13 191 |       | –     |
| Источник: Direct Democracy           |        |       |       |

### Ограничение сроков полномочий членов Конгресса
Народная инициатива предлагала внести поправки в Конституцию, чтобы ограничить число сроков, которое член Национального конгресса может служить, до трёх. Предложенный текст гласил:
Никто не может быть членом Национального конгресса Палау более трёх сроков; при условии, однако, что любое лицо, выбранное в качестве члена Национального конгресса Палау на очередных всеобщих выборах, на которых принимается эта поправка, имеет право служить четырёхлетний срок, на который он или она был избран, независимо от числа предыдущих отбытых сроков.
| Выбор                                | Голоса | %     | Штаты |
| ------------------------------------ | ------ | ----- | ----- |
| За                                   | 5 601  | 60,43 | 13    |
| Против                               | 3 667  | 39,57 | 3     |
| Недействительные/пустые бюллетени    |        | -     | –     |
| Всего                                | 9 268  | 100   | 16    |
| Зарегистрированных избирателей/ Явка | 13 191 |       | –     |
| Источник: Direct Democracy           |        |       |       |

### Выборы президента и вице-президента
Народная инициатива предлагала внести поправки в Конституцию, чтобы избирать президента и вице-президента вместе, а не по отдельности. Предлагаемая поправка к статье VIII, раздел 4 Конституции гласила бы:
Президент и вице-президент избираются на общенациональных выборах сроком на четыре (4) года. Президент и вице-президент избираются совместно путём подачи каждым избирателем единого голоса, применимого к обеим должностям. Человек не может быть президентом более двух сроков подряд.
| Выбор                                | Голоса | %     | Штаты |
| ------------------------------------ | ------ | ----- | ----- |
| За                                   | 5 334  | 58,42 | 14    |
| Против                               | 3 795  | 41,58 | 2     |
| Недействительные/пустые бюллетени    |        | -     | –     |
| Всего                                | 9 129  | 100   | 16    |
| Зарегистрированных избирателей/ Явка | 13 191 |       | –     |
| Источник: Direct Democracy           |        |       |       |

### Двойное гражданство
Народная инициатива предлагала внести поправки в Конституцию, чтобы позволить гражданам Палау иметь двойное гражданство и предоставлять гражданство при рождении людям с родителями из Палау. Предлагаемая формулировка была следующей:

Гражданство лица, родившегося от одного из родителей, один или оба из которых имеют признанное палауанское происхождение, не должно влиять на палауанское гражданство этого лица, и от лица признанного палауского происхождения не требуется отказ от гражданства США, чтобы стать натурализованным гражданином Палау. Лица других иностранных государств могут сохранить своё гражданство Палау или стать натурализованными гражданами Палау в соответствии с законом. Гражданин Палау может отказаться от своего гражданства Палау. Отказы, сделанные до даты вступления в силу этой поправки, не затрагиваются этой поправкой.
| Выбор                                | Голоса | %     | Штаты |
| ------------------------------------ | ------ | ----- | ----- |
| За                                   | 5 791  | 62,59 | 16    |
| Против                               | 3 460  | 37,41 | 0     |
| Недействительные/пустые бюллетени    |        | -     | –     |
| Всего                                | 9 251  | 100   | 16    |
| Зарегистрированных избирателей/ Явка | 13 191 |       | –     |
| Источник: Direct Democracy           |        |       |       |